# Ernesto Escobedo
Ernesto Escobedo (Los Angeles, 4 juli 1996) is een Amerikaans-Mexicaans tennisser.

## Carrière
Escobedo maakte zijn profdebuut in 2014 en won zijn eerste challenger in 2016. Hij behaalde dat jaar ook een tweede ronde op de US Open. In 2017 nam hij deel aan alle Grand Slams  met als beste resultaat een tweede ronde op de Australian Open. Hij speelde ook een tweede ronde op Roland Garros in het dubbelspel. In 2019 won hij een challenger en speelde de eerste ronde op de US Open. In 2020 speelde hij net als het jaar erop een tweede ronde op de US Open, ook werd een tweede ronde in het dubbelspel in 2020 behaald op de US Open. In 2022 won hij een vierde challenger en speelde hij de eerste ronde op de Australian Open.

## Palmares
| Legenda                       | Legenda               |
| ----------------------------- | --------------------- |
| Grand Slam                    |                       |
| Olympische Spelen             |                       |
| tot 2009                      | vanaf 2009            |
| Tennis Masters Cup            | ATP Finals            |
| ATP Masters Series            | ATP Tour Masters 1000 |
| ATP International Series Gold | ATP Tour 500          |
| ATP International Series      | ATP Tour 250          |

### Enkelspel
| Nr.                  | Datum           | Toernooi  | Ondergrond | Tegenstander in finale | Score         | Details |
| -------------------- | --------------- | --------- | ---------- | ---------------------- | ------------- | ------- |
| gewonnen challengers |                 |           |            |                        |               |         |
| 1.                   | 31 juli 2016    | Lexington | Hardcourt  | Frances Tiafoe         | 6-2, 6-7, 7-6 |         |
| 2.                   | 15 oktober 2016 | Monterrey | Hardcourt  | Denis Kudla            | 6-4, 6-4      |         |
| 3.                   | 28 juli 2019    | Granby    | Hardcourt  | Yasutaka Uchiyama      | 7-6, 6-4      |         |
| 4.                   | 9 januari 2022  | Bendigo   | Hardcourt  | Enzo Couacaud          | 5-7, 6-3, 7-5 |         |

## Resultaten grote toernooien
| Legenda | Legenda                          |
| ------- | -------------------------------- |
| g.t.    | geen toernooi gehouden           |
| l.c.    | lagere categorie                 |
| –       | niet deelgenomen                 |
| G       | uitgeschakeld in de groepsfase   |
| 1R      | uitgeschakeld in de eerste ronde |
| 2R      | uitgeschakeld in de tweede ronde |
| 3R      | uitgeschakeld in de derde ronde  |
| 4R      | uitgeschakeld in de vierde ronde |
| KF      | uitgeschakeld in de kwartfinale  |
| HF      | uitgeschakeld in de halve finale |
| F       | de finale verloren               |
| W       | het toernooi gewonnen            |
| w-v     | winst/verlies-balans             |

### Enkelspel
| toernooi            | 2016 | 2017 | 2018 | 2019 | 2020 | 2021 | 2022 |
| ------------------- | ---- | ---- | ---- | ---- | ---- | ---- | ---- |
| Grandslamtoernooien |      |      |      |      |      |      |      |
| Australian Open     | –    | 2R   | –    | –    | –    | –    | 1R   |
| Roland Garros       | –    | 1R   | –    | –    | –    | –    | –    |
| Wimbledon           | –    | 1R   | –    | –    | –    | –    | –    |
| US Open             | 2R   | 1R   | –    | 1R   | 2R   | 2R   | –    |
| Statistieken        |      |      |      |      |      |      |      |
| titels per jaar     | 0    | 0    | 0    | 0    | 0    | 0    | 0    |
| eindejaarsranking   | 141  | 120  | 187  | 224  | 198  | 164  |      |

### Dubbelspel
| Australian Open   | –   | –  |   |
| Roland Garros     | 2R  | –  |   |
| Wimbledon         | –   | –  |   |
| US Open           | –   | 2R |   |
| Statistieken      |     |    |   |
| titels per jaar   | 0   |    | 0 |
| eindejaarsranking | 494 | –  |   |